# Adam LaVorgna
Adam LaVorgna est un acteur américain, né le 1er mars 1981 à New Haven dans le Connecticut.

## Vie privée
Adam a fréquenté l'actrice Jessica Biel pendant 3 ans, ils se sont rencontrés sur le tournage du film Sacré Père Noël (I'll Be Home for Christmas) en 1998 et le présenta au producteur de Sept à la maison pour qu'il ait un rôle dans la série, il obtenu ainsi le rôle de Robbie Palmer, le petit ami de Mary Camden interprété par Jessica Biel. Ils ont ensuite rompu à la fin de l'été 2001.

## Filmographie

### Cinéma
- 1991 : 29th Street de George Gallo : Frankie à 8 ans
- 1994 : Mon ami Dodger (Monkey Trouble) de Franco Amurri : Mark
- 1994 : La Surprise (Milk Money) de Richard Benjamin : Brad
- 1997 : L'éducatrice et le tyran (The Beautician and the Beast) de Ken Kwapis : Karl Pochenko
- 1998 : Sacré Père Noël (I'll be Home for Christmas) de Arlene Sanford : Eddie
- 1999 : Les Années lycée ou Cannabis 101 (Outside Providence) de Michael Corrente : Tommy the Wire
- 1999 : La Mémoire volée (The Bumblebee Flies Anyway) de Martin Duffy : Mik
- 2006 : The House Is Burning de Holger Ernst : Invité de fête
- 2007 : The Boy Who Cried Bitch: The Adolescent Years de Mathew Levin II : Steve

### Télévision
- 1991-1993 : (série télévisée) Brooklyn Bridge : Nicholas Scamperelli (24 épisodes)
- 1992 : (série télévisée) Lifestories: Families in Crisis : Joey Di Paolo (1 épisode)
- 1992 : (téléfilm) Sinatra de James Steven Sadwith : Frankie à 10 ans
- 1993 : (téléfilm) L'Affaire Amy Fisher : Désignée coupable (Casualties of Love : The Long Island Lolita Story)  de John Herzfeld : Paulie Buttafuoco
- 1993 : (série télévisée) Guerres privées (Civil Wars) :  (1 épisode)
- 1993 : (série télévisée) La maison en folie (Empty Nest) : Rudy (1 épisode)
- 1994 : (série télévisée) The Cosby Mysteries : Teddy (1 épisode)
- 1995 : (série télévisée) Matlock : Matt Ahern (1 épisode)
- 1995 : (téléfilm) Au bénéfice du doute (Degree of Guilt)  de Mike Robe : Carlo Paget
- 1998 : (série télévisée) New York, police judiciaire (Law and Order) : Hayden McLauchlin (1 épisode)
- 1999-2002 : (série télévisée) Sept à la maison (7th Heaven) : Robbie Palmer (49 épisodes)
- 2005 : (série télévisée) New York, cour de justice (Law and Order: Trial by Jury) : Carter McSherry (1 épisode)
- 2005 : (téléfilm) Halley's Comet de Jonathan Pontell : Tim Gable
- 2006 : (série télévisée) New York, section criminelle (Law & Order: Criminal Intent) : Brian Murphy (1 épisode)
- 2007 : (série télévisée) Cold Case : Affaires classées (Cold Case) : Joe Vives-Alvarez (1 épisode)
- 2007 : (série télévisée) Les Experts : Miami (CSI: Miami) : Eddie Corbett (1 épisode)
- 2015 : (téléfilm) Un voleur au grand cœur : Giorgio